# Vermögensteuer (DDR)
Die Vermögensteuer (VSt) war in der Deutschen Demokratischen Republik eine Substanzsteuer auf das Vermögen von natürlichen und juristischen Personen. Da Unternehmen im Staatsbesitz von der Steuerpflicht ausgenommen waren und es nur wenige Privatpersonen oder private Unternehmen gab, die entsprechendes Vermögen hatten, war das Steueraufkommen marginal. Der Steuersatz lag zwischen 0,5 % und 2,5 %.

## Ausgestaltung
Unbegrenzt steuerpflichtig waren natürliche Personen mit Wohnsitz oder gewöhnlichem Aufenthalt in der DDR und Körperschaften, Unternehmen u. ä. mit Sitz oder Geschäftsleitung in der DDR. Unbegrenzte Steuerpflicht bedeutete, dass das weltweite Gesamtvermögen steuerpflichtig war.
Begrenzt steuerpflichtig waren Personen mit Sitz/Wohnsitz außerhalb der DDR. Hier erstreckte sich die Steuerpflicht nur auf das in der DDR befindliche Vermögen.
Volkseigene Betriebe und sozialistische Genossenschaften fielen nicht unter das Gesetz. Unternehmen und andere Vermögensmassen, die dem Staat, den Parteien, gesellschaftlicher Organisationen u. ä. gehörten, waren von der Steuer befreit. Dies machte nahezu die vollständige Wirtschaft der DDR aus.
Die Bemessungsgrundlage war das Vermögen, das gemäß §§ 73–75 und 77 des Bewertungsgesetzes zu bewerten war, wobei gemäß § 74 Schuldenpositionen abgezogen wurden.
Für Aktiengesellschaften und GmbHs bestand eine Mindestbesteuerung: Das anzuwendende Mindestvermögen bei AGs betrug 50.000 und bei GmbHs 20.000 Mark der DDR.
Ein personenbezogener Freibetrag bestand nicht. Bei Überschreitung einer Freigrenze von 10.000 Mark (für Ehegatten und Kinder kamen jeweils 5.000 Mark (ab 1988: 10.000 Mark) hinzu) wurde das gesamte Vermögen steuerpflichtig.
Der Steuersatz lag für nicht-natürliche Personen bei 2 % wenn das Vermögen maximal 500.000 Mark betrug und ansonsten 2,5 %. Für natürliche Personen mit einem Vermögen von maximal 25.000 Mark wurden 0,5 %, sofern das Vermögen nicht landwirtschaftlichen Zwecken diente, und 1 % für landwirtschaftliche Vermögen angesetzt. Vermögen zwischen 25.000 und 500.000 Mark wurden mit 1,5, Vermögen über 500.000 Mark mit 2,5 % besteuert.

## Nach der Wende
Nach der Wende wurden marktwirtschaftliche Reformen durchgeführt, zu denen auch ein entsprechendes Steuerrecht gehörte. Die Volkskammer beschloss am 6. März 1990 (also noch vor der ersten demokratischen Volkskammerwahl 1990) das Gesetz zur Änderung der Rechtsvorschriften über die Einkommens-, Körperschafts- und Vermögenssteuer. Am 16. März 1990 wurde die dazugehörige Durchführungsbestimmung erlassen. Kernpunkte waren eine Anpassung an das Recht der Bundesrepublik, d. h. die Beseitigung von Ausnahmeregelungen und die Vereinheitlichung der Steuersätze. Der Steuersatz betrug ab 1990 für natürliche Personen mit einem Gesamtvermögen von bis zu 25.000 Mark 0,5 % und für alle anderen Steuerpflichtigen 1 %. Die Höhe der Steuer durfte zusammen mit der Einkommensteuer oder Körperschaftsteuer 75 % des zu versteuernden Einkommens nicht überschreiten.